# サザンロード・レコーズ
サザンロード・レコーズ (Southern Lord Records) は1998年にグレッグ・アンダーソンが設立したアメリカのメタル・レコード・レーベルである。
当初は、大まかに分類するとすれば実験的なメタルと呼べるであろうもの、中でも特に、スローなドゥームメタル、ストーナーロック、ドローンメタルといったジャンルに特化していた。このレーベルのアーティストのうち比較的有名なものとしては、アース、オム、ゴートスネイク、カネイト、ペリカン、そしてレーベル主宰者でもあるグレッグ・アンダーソンによるSunn O))) が挙げられる。
最近では Twilight、ウルヴズ・イン・ザ・スローン・ルーム、ザスター、Striborg といったブラックメタルのアーティストにまでラインナップを広げている。また、Burning Love や Wolfbrigade のようなハードコアパンク、クラストのバンドのアルバムもリリースしている。

## アーティスト
サザンロード・レコーズのために音源を録音したことのあるアーティストのリスト。

### 2011年現在
- The Accüsed
- All Pigs Must Die
- Ascend
- Attila Csihar
- Baptists
- Black Breath
- Black Cobra
- BORIS
- Burning Witch
- Corrosion of Conformity（英語版）
- Dead In The Dirt
- Eagle Twin
- Earth
- Earthride
- Glorior Belli
- Goatsnake（英語版）
- Heartless
- Loincloth
- Masakari
- Nails
- Orcustus
- Oren Ambarchi（英語版）
- Orthodox
- Pelican（英語版）
- Planks
- Power Trip
- Sarabante
- The Secret
- Sunn O)))
- Trap Them
- Twilight
- Urgehal
- Weedeater
- Wino（英語版）
- Wild//Tribe
- Wolves in the Throne Room
- Xibalba

### 以前のバンドなど
- Capricorns
- Church of Misery
- Clown Alley
- Craft
- Darkest Hour
- Electric Wizard
- Final Warning
- Frost
- Gore
- Grief
- Graves at Sea
- The Hidden Hand
- Internal Void
- Khanate（英語版）
- Lair of the Minotaur
- Lurker of Chalice
- Mord
- Nachtmystium（英語版）
- Mondo Generator
- Nortt
- The Obsessed
- Om（英語版）
- Outlaw Order
- Pentagram（英語版）
- Place of Skulls
- Probot
- Saint Vitus（英語版）
- Striborg
- Tangorodrim
- Teeth of Lions Rule the Divine（英語版）
- Thorr's Hammer
- Thou
- Thrones
- Toadliquor
- The Want
- Warhorse
- Xasthur（英語版）